# Leonurus sibiricus
Espèce
Leonurus sibiricus, communément appelée Marijuanilla ou Agripaume de Sibérie, est une espèce de plantes à fleurs de la famille des Lamiaceae. C'est une plante herbacée provenant d'Asie, à l'origine au sud de la Sibérie, Japon, Chine, Viêt Nam. De nos jours, elle est également cultivée dans la région du Chiapas (Mexique) et au Brésil.

## Description
Leonurus sibiricus est une plante annuelle ou bisannuelle à tige droite qui atteint environ 1 mètre.
Les feuilles sont lancéolées, les fleurs violettes.
La floraison intervient généralement de juillet à fin septembre, mais sous certaines conditions climatiques, la floraison peut se produire toute l'année.

## Usage traditionnel
Leonurus sibiricus est connue comme la "petite marijuana".
Les feuilles, fleurs, racines sont utilisées depuis des siècles dans la médecine traditionnelle en Asie pour se détendre.
Les Hindous fument 1 à 2 grammes de fleurs et feuilles séchées par cigarette. Ils mélangent également la Leonurus sibiricus avec d'autres herbes pour provoquer un effet synergique.
Au Mexique, on prépare une infusion pour soigner les problèmes de menstruation.
On l'emploie aussi contre les problèmes de puissance masculine et les froissements légers.

## Alcaloïdes
Les alcaloïdes suivants ont été isolés de la plante :

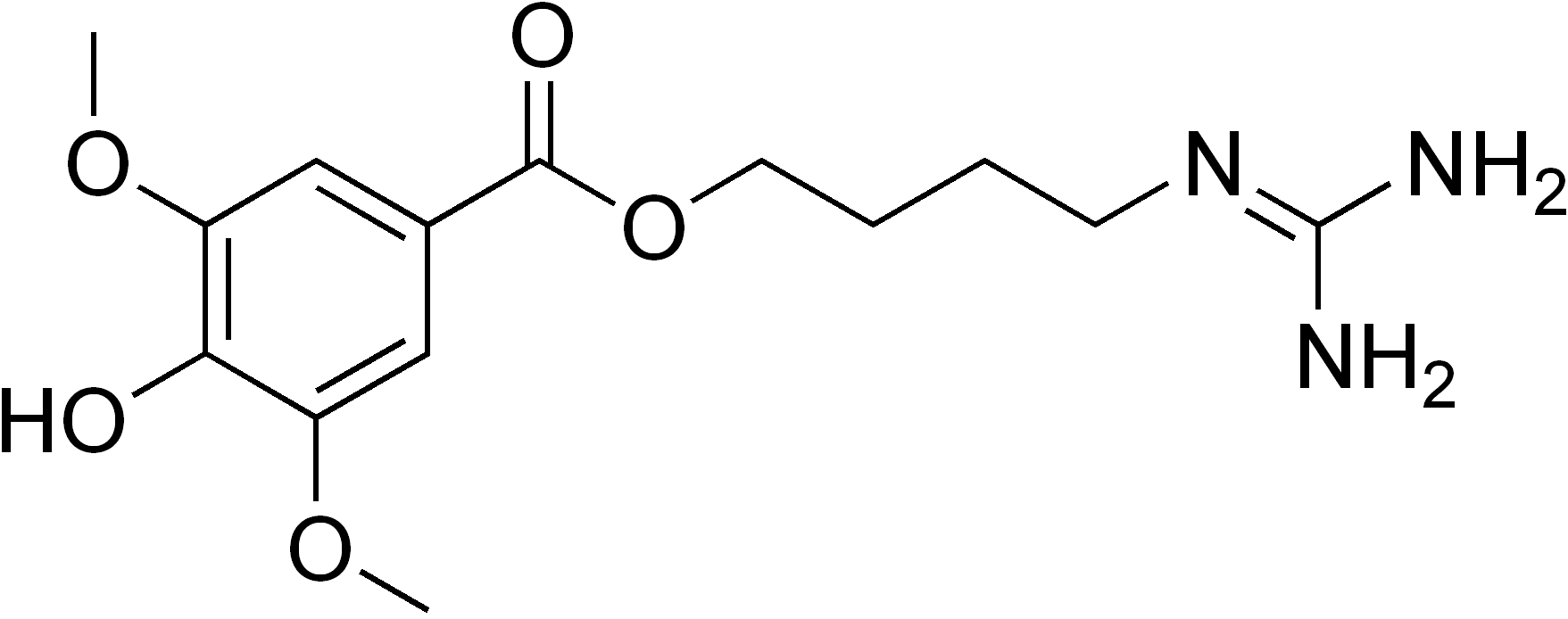
Leonurine est l'un des principes actif du Leonurus sibiricus.

- Cycloleonurinine
- Leoheterin
- Leonurine
- Leonurinine
- Leuronurine
- Prehispanolone
- Preleoheterin
- Stachydrine